# Volo Pan Am 115
Il volo Pan Am 115 era un volo di linea da Parigi a New York passando per Londra. Alle 22:05 GMT (16:05 EDT) del 3 febbraio 1959, mentre sorvolava l'Oceano Atlantico nei pressi di Terranova, l'autopilota si disinserì causando una momentanea perdita di controllo e costringendo l'equipaggio ad un atterraggio d'emergenza.

## L'aereo
L'aereo era un Boeing 707-121 con codice di registrazione N712PA, soprannominato "Clipper Washington". Il suo primo volo avvenne il 13 ottobre 1958 (lo stesso mese in cui i 707 entrarono in servizio regolare con la Pan Am), e quando l'incidente si verificò, meno di quattro mesi dopo, l'aereo aveva accumulato solo 705 ore di volo totali.

## L'incidente
L'equipaggio era formato dal comandante Waldo Lynch, pilota in comando, il comandante Samuel Peters come primo ufficiale, l'ingegnere di volo George Sinski e il navigatore John Laird; il volo trasportava 129 persone a bordo.
Dopo aver raggiunto la quota di crociera di 35.000 piedi (11.000 m) e aver inserito l'autopilota, il comandante Lynch lasciò il cockpit ed entrò nella cabina passeggeri. Durante la sua assenza il pilota automatico si disinserì e l'aereo entrò lentamente in una ripida spirale discendente. Il copilota Peters non si rese conto delle manovre che il 707 stava compiendo fino a quando il velivolo non raggiunse una velocità considerevole e perse quota. Durante la rapida discesa Peters non fu in grado di recuperare il controllo dell'aereo. Quando il comandante si accorse dell'insolito assetto del velivolo tornò in cabina di pilotaggio e con l'aiuto degli altri membri dell'equipaggio riuscì a riprendere il controllo a circa 6.000 piedi (1.800 m); in seguito effettuarono un atterraggio di emergenza a Gander con i flap danneggiati.

## L'indagine
Le indagini vennero svolte dalla Civil Aeronautics Board; constatarono come il velivolo, al momento dell'incidente, stava volando a 35.000 piedi (11.000 m) con una velocità di Mach 0,82 e con un peso di circa 195.000 libbre (88.000 kg). Durante i due voli precedenti venne scoperto che l'autopilota Bendix PB-20, in un'occasione, causò un beccheggio che portò il muso verso il basso mentre in un altro si disconnesse a seguito di un cambio di rotta di 20 gradi. Il 3 febbraio venne riscontrato che il funzionamento dell'autopilota era regolare all'arrivo a Gander; la spia di disinnesto era spenta.
Il numero di Flight Magazine del 3 aprile 1959 riportava che il capitano Waldo Lynch, il pilota in comando, affermò che l'aereo fosse finito in una brusca manovra verso il basso e verso destra. A 17.000 piedi (5.200 m) la velocità relativa era oltre i 400 nodi, il pulsante di assetto elettrico non era operativo e il suo orizzonte giroscopico era precipitato. Il copilota testimoniò che verso le 22:00 il navigatore registrò un cambio di rotta che richiedeva una virata a sinistra. Di conseguenza venne azionato l'autopilota, che sembrava funzionare regolarmente. Successivamente avvertì un leggero urto e un aumento del fattore di carico positivo; il forte scuotimento, causato dalle brusche manovre, guastarono le luci del pannello.
L'ingegnere di volo disse di essere rimasto bloccato al suo posto mentre suonava l'allarme di velocità eccessiva. Quando le forze gravitazionali diminuirono, tolse l'alimentazione al piano di coda e gli interruttori del pilota automatico perché pensava che il piano di coda fosse fuori assetto. venne indicata un'inclinazione completa del piano di coda di 3 gradi verso il basso. Lo riavvolse nella posizione in su, ma in seguito lo riabbassò.
L'Aviation Safety Network riportò come causa dell'incidente la disconnessione involontaria del pilota automatico mentre il capitano aveva lasciato la cabina di pilotaggio. Il copilota non prestò sufficiente attenzione alla strumentazione e l'aereo entrò in picchiata con una virata a spirale in senso orario.

## Storia successiva del velivolo
Dopo aver prestato servizio sotto un certo numero di compagnie aeree, il 707 venne demolito nell'agosto 1984 a Taipei, Taiwan.